# Пейпсіяере (волость)
Пе́йпсіяере (ест. Peipsiääre vald) — волость в Естонії, одиниця самоврядування в повіті Тартумаа, утворена під час адміністративної реформи 2017 року шляхом об'єднання міста-муніципалітету Калласте та волостей Алатсківі, Вара й Пейпсіяере, що належали повіту Тартумаа, і волості Пала зі складу повіту Йиґевамаа.

## Географічні дані
На територіях, що склали новоутворене самоврядування, станом на 1 січня 2017 року сумарна чисельність населення становила 5573 особи: у місті Калласте мешкали 769 жителів, у волостях Алатсківі — 1263, Вара — 1821, Пала — 1072, Пейпсіяере — 648 осіб.

## Населені пункти
Адміністративний центр — селище Алатсківі.
На території волості розташовані:
1 місто (linn): Калласте;
4 селища (alevik): Алатсківі (Alatskivi), Варнья (Varnja), Казепяе (Kasepää), Колк'я (Kolkja);
84 села (küla): 
Алайие (Alajõe), Аласоо (Alasoo), Ассіквере (Assikvere), Ванауссайа (Vanaussaia), Вара (Vara), Веа (Vea), Віртсу (Virtsu), Вялґі (Välgi), Вяльякюла (Väljaküla), Гааваківі (Haavakivi), Гаапсіпеа (Haapsipea), Етенійді (Äteniidi), Етте (Ätte), Кадріна (Kadrina), Карґая (Kargaja), Кауда (Kauda), Керессааре (Keressaare), Кесклаге (Kesklahe), Кидезі (Kõdesi), Кіртсі (Kirtsi), Кодавере (Kodavere), Коканурґа (Kokanurga), Кокора (Kokora), Кооза (Koosa), Коозалаане (Koosalaane), Кунінґвере (Kuningvere), Кусма (Kusma), Куусіку (Kuusiku), Лаге (Lahe), Лагепера (Lahepera), Ліналео (Linaleo), Люматі (Lümati), Матьяма (Matjama), Меома (Meoma), Метсаківі (Metsakivi), Метсанурґа (Metsanurga), Моку (Moku), Мустаметса (Mustametsa), Наелавере (Naelavere), Нива (Nõva), Ніна (Nina), Орґемяе (Orgemäe), Падакирве (Padakõrve), Пала (Pala), Папіару (Papiaru), Пассі (Passi), Пеатсківі (Peatskivi), Пераметса (Perametsa), Пидра (Põdra), Пилдмаа (Põldmaa), Пирґу (Põrgu), Пійбумяе (Piibumäe), Пійріварбе (Piirivarbe), Пілпакюла (Pilpaküla), Прааґа (Praaga), Пузі (Pusi), Пуніквере (Punikvere), Пяйксі (Päiksi), Пярсіківі (Pärsikivi), Раатвере (Raatvere), Ранна (Ranna), Регеметса (Rehemetsa), Рійдма (Riidma), Ронісоо (Ronisoo), Роотсікюла (Rootsiküla), Рупсі (Rupsi), Сабурі (Saburi), Саваствере (Savastvere), Савіметса (Savimetsa), Савка (Savka), Сассуквере (Sassukvere), Селґізе (Selgise), Сииру (Sõõru), Сіпелґа (Sipelga), Соокалдузе (Sookalduse), Судемяе (Sudemäe), Сяерітса (Sääritsa), Сярґла (Särgla), Таґумаа (Tagumaa), Тирувере (Tõruvere), Торіла (Torila), Торукюла (Toruküla), Тягемаа (Tähemaa), Унді (Undi).

## Історія
22 червня 2017 року Уряд Естонії постановою № 97 затвердив утворення нової адміністративної одиниці волості Пейпсіяере шляхом об'єднання територій самоврядувань: міста-муніципалітету Калласте та волостей Алатсківі, Вара, Пала й Пейпсіяере. Зміни в адміністративно-територіальному устрої, відповідно до постанови, мали набрати чинності з дня оголошення результатів виборів до волосної ради нового самоврядування.
15 жовтня 2017 року в Естонії відбулися вибори в органи місцевої влади. Утворення волості Пейпсіяере набуло чинності 23 жовтня 2017 року. Місто-муніципалітет Калласте і волості Алатсківі, Вара й Пала вилучені з «Переліку адміністративних одиниць на території Естонії».